# Pagar
Pagar (lat. Pagrus pagrus) je morska riba iz porodice ljuskavki. U Hrvatskoj ga još nazivaju parag, pagra, pagarić, albun, arbun, arbul, crvenac, fag, hvag.

## Opis
Pagar izgledom jako nalikuje na zubatca. Gornji dio tijela pagra je rubin crvene boje, po bokovima je ružičastosrebrn, dok mu je trbuh bijel. Neki primjerci imaju uzdužne pruge nestalne boje dok su im vrhovi peraja plavo obrubljeni. Oči su mu spojene plavom premosnicom a ispod oka se pruža tamno crvena crta. Vretenastog je tijela, spljoštenog na bokovima ali širokog po sredini. Repna peraja je pravilnog oblika, malo urezana u sredini a gornja je nešto veća od donje. 
Pagar raste do najviše 75 cm duljine i 9,5 kg težine, a prosječna težina se kreće se oko 0,5 kg.

## Rasprostranjenost
U istočnom Atlantiku pagar obitava od Gibraltara do Madeire i Kanara, uključujući sjeverni Mediteran i Britansko otočje. U zapadnom Atlantiku obitava od obala oko New Yorka, čitave Amerike i sjevenog dijela Meksičkog zaljeva do Argentine, uključujući i obale Kariba.
Rasprostranjen je diljem Jadrana no najučestaliji je uz vanjske obale dalmatinskih otoka, a zapadna obala Istre je područje gdje se izuzetno rijetko susreće.

## Način života i ishrana
Pagar se rado zadržava oko svih potonulih predmeta, olupina brodova i zrakoplova. Pagar ne živi u jatu. Kreće se na dubinama između 10 i 160 m, najčešće između 30 i 100 m. Krajem ljeta, pre mrijest, najviše se zadržava na dubinama od oko 30 m.
Pagar progoni i snažnim zubima kida plijen. Najdraža hrana su mu male ribe kao špar, bukva, arbun, ušata, srdela i druge manje ribe ali i lignje, sipe i rakovi.

## Razmnožavanje
Pagar se mrijesti ljeti, kada temperatura mora dosegne 18 stupnjeva na dubinama u kojima obitava.

## Gospodarska vrijednost
Pagar je izuzetno kvalitetna i ukusna riba a zbog velike potražnje uzgaja se i u marikulturi. Meso je bijelo i izrazito je ukusno.

## Vanjske poveznice
- Sparidi - Riblje oko[neaktivna poveznica]

## Poveznice
|  | Zajednički poslužitelj ima još gradiva o temi Pagar |
|  | Wikivrste imaju podatke o taksonu Pagar             |
|  | Wječnik ima rječničku natuknicu pagar               |